# General Electric GE90
General Electric GE90 je družina visokoobtočnih turboventilatorskih motorjev ameriškega konglomerata General Electric. GE90 je najmočnejši letalski motor in se uporablja na največjem dvomotorniku Boeing 777. Potisk motorjev je od 74.000 do 115.000 (330 do 510 kN). V uporabo je vstopil novembra 1995.
GE je pri načrtovanju sodeloval s francosko Snecma , japonskim IHI in italijanskim Avio. Razvili so ga iz Nasinega programa Energy Efficient Engine iz 1970ih. Uporabili so 10-stopenjski visokotlačni kompresor, s tlačnim razmerjem 23:1 (največ v industriji), visokotlačni kompresor poganja dvostopenjska visoktlačna turbina z zračnim hlajenjem lopatic. Tristopenjski nizkotlačni kompresor je nameščen za ventilatorjem in stiska zrak pred vstopom v visokotlačni del. Ventilator poganja 6-stopenjska nizkotlačna turbina. Ventilator je kompozitni z ojačanimi sprednjimi deli lopatic. GE90 ventilator je prvi motor z zvitimi in bolj aerodinamičnimi lopaticami.
Različice z večjim potiskom, GE90-110B1 and -115B, imajo drugačno strukturo kot začetni GE90. Razvijanje bolj močnega motorja je bilo zelo drago, zato je GE hotel biti edini dobavitelj motorjev za večjo verzijo Boeinga 777W , kar mu je Boeing omogočil. GE bo tudi edini dobaitelj na še bolj povečani verziji 777X (-8/-9). 
Oktobra 2003 je Boeing 777-300ER letal 330 minut na samo enem motorju GE90.
GE90 je postavil rekord za najmočnejši motor z 127.900 funti potiska (569 kN) na testih.

## Tehnične specifikacije (GE90-94B)
- Tip: aksialni, dvogredni, visokoobtočni turboventilatorski motor
- Dolžina: 287 in (7,290 mm)
- Premer zunanji: 134 in (3,404 mm)
- Premer ventilatorja: 123 in (3,124 mm)
- Prazna teža: 16.644 lb (7.550 kg)
- Kompresor: aksialni: 1 ventilator, 3 nizkotlačne stopnje, 10 visokotlačnih stopenj
- Turbina: aksialna: 6 nizkotlačne stopnje, 2 visokotlačne stopnje
- Največji potisk: na nivoju morja 93.700 lbf (416,8 kN)
- Tlačno razmerje (celotno): 42:1
- Razmerje potisk/teža: 5.6:1

## Tehnične specifikacije (GE90-115B)
- Tip: aksialni, dvogredni, visokoobtočni turboventilatorski motor
- Dolžina: 287 in (7,290 mm)
- Premer zunanji: 135 in (3,429 m)
- Premer ventilatorja: 128 in (3,251 m)
- Prazna teža:  18,260 lb (8,283 kg)[19]
- Kompresor: aksialni: 1 ventilator, 4 nizkotlačne stopnje, 9 visokotlačnih stopenj
- Turbina: aksialna: 6 nizkotlačne stopnje, 2 visokotlačne stopnje
- Največji potisk: na nivoju morja 115.300 lbf (514 kN) ; rekord 127.900 lbf (568,9 kN)
- Tlačno razmerje (celotno): 42:1
- Razmerje potisk/teža: 6,3:1